# دربند (مهدی‌شهر)
دربند منطقه ای در شمال شهر مهدیشهر است. بر پایه سرشماری در سال ۱۳۸۵، جمعیت این روستا ۲۰ نفر (۴ خانوار) و در سال ۱۳۷۵ ۲۵ نفر (۹ خانوار) بوده‌است.

## دیدنی‌های دربند

نمایی از منطقه دربند؛ کوه لهرد و دهانه غار دربند نیز در این تصویر مشخص است.

این منطقه دارای جاذبه‌های گردشگری می‌باشد که غار دربند، دیوار صخره‌نوردی سنگسر سُل، مناظر سرسبز و زیبا و چشمه سارهای روان نمونه‌ای از آن است.
موقعیت دربند و نزدیکی آن به شهر مهدیشهر، موجب شده‌است تا این منطقه در توسعه شهری، مورد توجه قرار گیرد. از همین رو مراکزی همچون دانشکده روانشناسی مهدیشهر، بیمارستان ۸۵ تختخوابی مهدیشهر، تالار بین‌المللی و هتل دربند، مجتمع تفریحی - اقامتی کارگران کشور و … در منطقه دربند احداث شده‌اند.
در طرح جامع مهدیشهر، دربند به عنوان منطقه شهری به شمال شرق سنگسر الصاق شده‌است.

## اهمیت کشاورزی
دربند علاوه بر گردشگری، از اهمیت کشاورزی برخوردار است. گردو، آلو، سیب و صیفیجات گلخانه ای، از مهمترین محصولات منطقه دربند است. با توسعه سنگسر به سمت شمال، زمین‌های کشاورزی به تدریج جای خود را به خانه‌های ویلایی می‌دهند.

## نگارخانه

گردوی دربند
دیواره صخره نوردی سنگسر سُل واقع در شمال مهدیشهر (سنگسر)
نمایی از تالار اصلی غار دربند سنگسر
دیواره صخره نوردی سنگسر سُل واقع در شمال مهدیشهر (سنگسر)